# Marie Ljalková
Plk. Marie Ljalková-Lastovecká, roz. Petrušáková (3. prosince 1920 Horodenka, Polsko (dnes Ukrajina) – 7. listopadu 2011, Brno) byla československá odstřelovačka a zdravotnice, jež bojovala na straně SSSR v druhé světové válce.

## Život
Narodila se 3. prosince 1920 ve vsi Horoděnka ve Stanislavském okrese v Polsku v rodině volyňských Čechů Petrušákových. Studovala na průmyslové škole ve Stanislavově a poté pracovala jako traktoristka v kolchoze. Provdala se za Michajla Ljalka a přijala jeho příjmení. Její muž pocházel z Podkarpatské Rusi, on nejprve vstoupil do československé jednotky v SSSR a následně pro svou ženu poslal.
1. března 1942 nastoupila tedy Marie Ljalková v Buzuluku u náhradní roty 1. čs. samostatného polního praporu v SSSR. Poté, co absolvovala základní vojenský výcvik a zdravotnický kurz, byla zařazena ke 2. rotě, a později ke kulometné rotě, kde si jejích vynikajících střeleckých výsledků všiml nadporučík Jaroš a navrhl ji do kurzu pro odstřelovače. Byla první československou ženou (společně s Vandou Biněvskou), která se jako odstřelovačka zúčastnila bitvy u Sokolova, a poté od podzimu 1943 do jara 1944 též osvobozovacích bojů na Ukrajině. Počet nepřátelských vojáků, které měla zastřelit, je předmětem sporů. V návrhu na vyznamenání Řádem rudé hvězdy se píše o pěti zabitých nepřátelích, jiná literatura udává až třicet zabitých nepřátelských vojáků. Ona sama vzpomínala, že v boji o Sokolovo střílela, ale vyslovila pochybnost, zda někoho zasáhla a zabila.
Po rozhodnutí exilové vlády v Londýně již ženy nesměly přímo bojovat v první linii se zbraní v ruce, Marie Ljalková tedy působila v odstřelovačských kurzech a nastřelovala pušky. V létě 1944 se vrátila do zdravotnických kurzů (absolvovala kurz řidiče sanitky), aby byla následně zařazena jako vedoucí zdravotnice 1. tankového praporu 1. čs. samostatné tankové brigády v SSSR. S ním pak prodělala karpatsko-dukelskou a jaselsko-gorlickou operaci a zúčastnila se bojů o Moravskou bránu a v okolí Holešova. V průběhu dukelské operace byla zasažena střepinou do hlavy.
Po skončení druhé světové války se rozhodla se usadit v Československu a rozvedla se se svým prvním manželem. Sloužila ve Slezsku jako vedoucí lékařka 2. tankového praporu 1. tankové brigády a od 1. října 1945 pracovala jako ambulantní sestra na brigádní ošetřovně. Později absolvovala vojenskou zdravotnickou školu a 1. března 1947 byla přijata v hodnosti důstojníka z povolání do armády. Poté mnoho let pracovala ve vojenských nemocnicích v Praze a v Olomouci. V první polovině 50. let odešla z armády a později pracovala jako průvodkyně v cestovní kanceláři Čedok.
V armádě dosáhla hodnosti nadporučíka a po roce 1990 byla povýšena na plukovníka ve výslužbě. Za svou činnost ve válce byla vyznamenána například Československým válečným křížem 1939 a Řádem rudé hvězdy. Dne 28. října 2010 byla vyznamenána prezidentem Václavem Klausem a obdržela Řád Bílého lva. Marie Ljalková zemřela v Brně, kde byla pohřbena žehem.

## Vyznamenání
- 1943 -  Československý válečný kříž 1939
- 1943 -  Řád rudé hvězdy[6]
- 1944 -  Pamětní medaile československé armády v zahraničí
- 1945 -  Medaile za vítězství nad Německem ve Velké vlastenecké válce 1941–1945, (SSSR)
- 1948 -  Sokolovská pamětní medaile[7]
- 1950 -  Medaile Za osvobození Prahy, (SSSR)
- Medaile Za službu vlasti
- Vyznamenání Za zásluhy o obranu vlasti
- Pamětní kříž Za věrnost 1939–1945[8]
- 1959 -  Dukelská pamětní medaile
- 1985 -  Řád Vlastenecké války II. stupně (SSSR)
- 2008 -  Kříž obrany státu
- 2010 -  Řád Bílého lva, II. třídy (vojenská skupina)